# Giorgi Kharaishvili
Giorgi Kharaishvili (en georgiano: გიორგი ხარაიშვილი; Marneuli, 29 de julio de 1996) es un futbolista georgiano que juega en la demarcación de centrocampista para el F. C. Dinamo Tbilisi de la Erovnuli Liga.

## Selección nacional
Tras jugar con la selección de fútbol sub-17 de Georgia, la sub-19 y la sub-21, finalmente debutó con la selección absoluta el 23 de enero de 2017. Lo hizo en un partido amistoso contra Uzbekistán que finalizó con un resultado de empate a dos tras los goles de Teimuraz Shonia y Saba Lobjanidze para Georgia, y un doblete de Eldor Shomurodov para el combinado uzbeko.

### Goles internacionales
| # | Fecha                 | Estadio                     | Oponente  | Gol | Resultado | Competición                         |
| - | --------------------- | --------------------------- | --------- | --- | --------- | ----------------------------------- |
| 1 | 15 de octubre de 2019 | Estadio Victoria, Gibraltar | Gibraltar | 0-1 | 2-3       | Clasificación para la Eurocopa 2020 |

## Clubes
| Club                          | País       | Año       | Partidos | Goles |
| ----------------------------- | ---------- | --------- | -------- | ----- |
| FC Saburtalo Tbilisi          | Georgia    | 2013-2018 | 115      | 56    |
| IFK Göteborg                  | Suecia     | 2018-2021 | 79       | 20    |
| Ferencváros T. C.             | Hungría    | 2021-2023 | 7        | 1     |
| F. C. Dinamo Tbilisi (cedido) | Georgia    | 2023      | 34       | 7     |
| Kocaelispor                   | Turquía    | 2024      | 9        | 0     |
| Sumgayit F. K.                | Azerbaiyán | 2024-2025 | 23       | 1     |
| F. C. Dinamo Tbilisi          | Georgia    | 2025-     | 1        | 0     |

## Palmarés

### Títulos nacionales
| Título               | Club                 | País    | Año  |
| -------------------- | -------------------- | ------- | ---- |
| Nemzeti Bajnokság I  | Ferencváros T. C.    | Hungría | 2021 |
| Nemzeti Bajnokság I  | Ferencváros T. C.    | Hungría | 2022 |
| Copa de Hungría      | Ferencváros T. C.    | Hungría | 2022 |
| Supercopa de Georgia | F. C. Dinamo Tbilisi | Georgia | 2023 |